# 울산광역일보
울산광역일보는 1999년 12월 22일에 등록된 광역일보의 제호, 지령 사용권 등을 인계받아 발간되고 있는 울산, 경남지역 종합일간지다. 본사는 울산광역시 남구 신정1동 효성빌딩 7층(2009년)에 있다. 지역지사는 부산, 양산, 창녕, 밀양, 경주 등으로 구성돼 있다. 발행·편집인은 부산일보 출신으로써 광역일보 광고국장을 지낸 이성우다. 기자는 경향신문 등의 중앙지 기자와 경도신문, 경상일보 등의 지방지 기자로 구성돼 있다. 성향은 중도이지만 노동자가 많은 울산시에서 발간되는 일간지인 만큼 약간의 보수진보를 지향하고 있다.